# Шельфовый ледник Воейкова
Шельфовый ледник Воейкова — шельфовый ледник, окаймляющий побережье между заливом Полдинг и мысом Гуденаф в Антарктиде. Имеет площадь 538 км2.

## История
Нанесен на карту Советской антарктической экспедицией (СовАЭ) (1958 год) и назван в честь русского климатолога Александра И. Воейкова (1842—1916 гг.).